# Горнолыжный спорт на зимних Олимпийских играх 2022
Соревнования по горнолыжному спорту на зимних Олимпийских играх 2022 года в Пекине прошли с 7 по 20 февраля 2022 года на горнолыжных трассах Национального горнолыжного центра в Яньцине.
В рамках соревнований разыгрывается 11 комплектов наград (5 у мужчин, 5 у женщин и 1 смешанной дисциплине).

## Квалификация
В общей сложности МОК на дисциплины горнолыжного спорта для участия спортсменов в Играх выделил 306 квотных мест. Каждый Национальный олимпийский комитет может быть представлен максимум 22 спортсменами — максимально по 11 мужчин и женщин. Максимальное количество квот получили только два НОК — Австрии и Швейцарии. США получили максимальные 11 квот у женщин.
В смешанные командные соревнования квалифицируются 16 лучших НОК по результатам Кубка мира FIS (по состоянию на 17 января 2022 года), и так же смогут составить смешанную команду как минимум из двух спортсменов каждого пола (2 мужчины и 2 женщины).

## Медали

### Медалисты

#### Мужчины
| Дисциплина                      | Золото                   | Серебро                          | Бронза                           |
| Скоростной спуск см. подробнее  | Беат Фойц Швейцария      | Жоан Кларе Франция               | Маттиас Майер Австрия            |
| Супергигант см. подробнее       | Маттиас Майер Австрия    | Райан Кокран-Сигл США            | Александер Омодт Кильде Норвегия |
| Гигантский слалом см. подробнее | Марко Одерматт Швейцария | Жан Краньец Словения             | Матьё Февр Франция               |
| Слалом см. подробнее            | Клеман Ноэль Франция     | Йоханнес Штрольц Австрия         | Себастьян Фосс-Солевог Норвегия  |
| Комбинация см. подробнее        | Йоханнес Штрольц Австрия | Александер Омодт Кильде Норвегия | Джеймс Кроуфорд Канада           |

#### Женщины

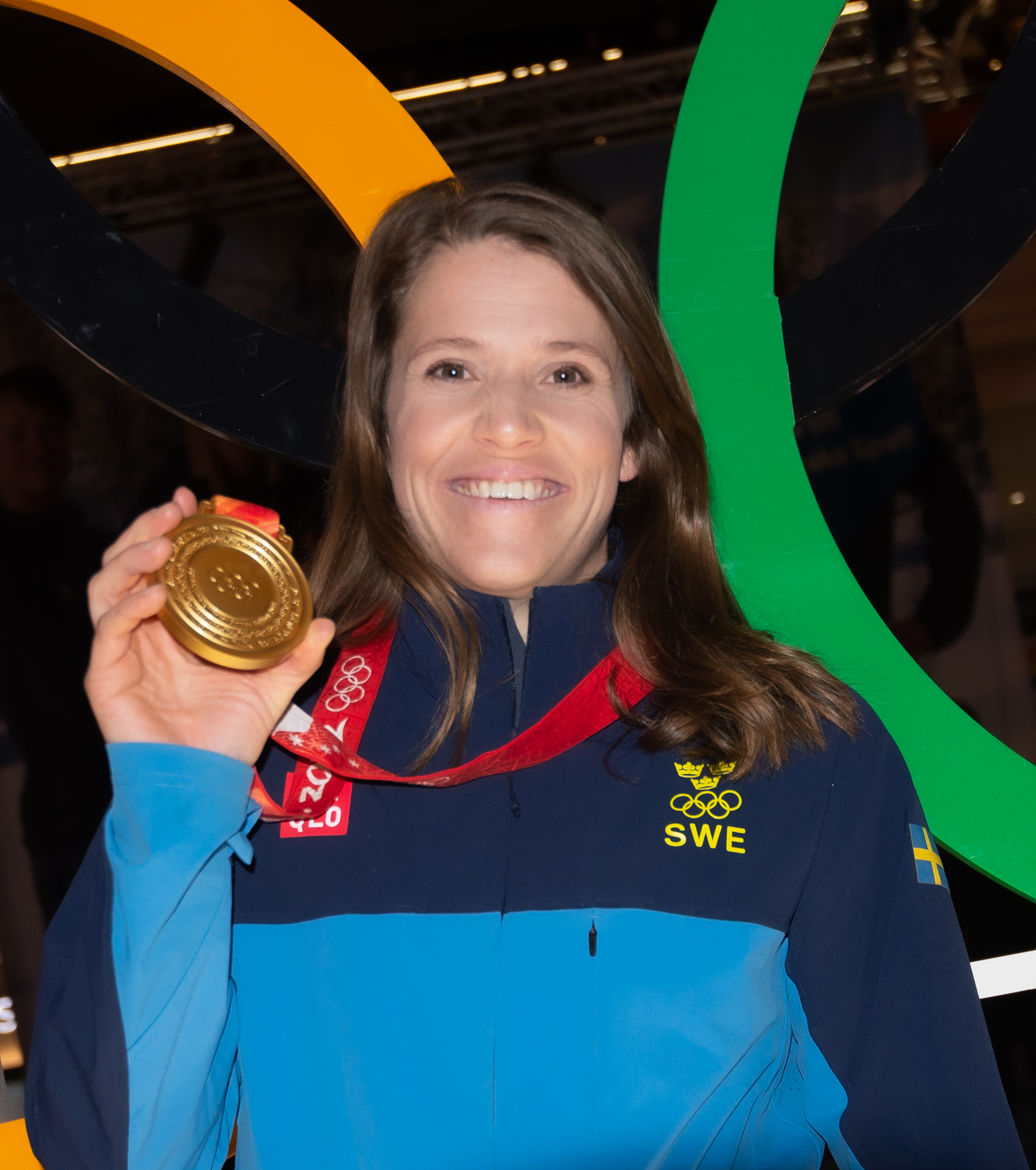
Сара Хектор с золотой медалью за победу в гигантском слаломе

| Дисциплина                      | Золото                     | Серебро                     | Бронза                     |
| Скоростной спуск см. подробнее  | Коринн Зутер Швейцария     | София Годжа Италия          | Надя Делаго Италия         |
| Супергигант см. подробнее       | Лара Гут-Бехрами Швейцария | Мирьям Пухнер Австрия       | Мишель Гизин Швейцария     |
| Гигантский слалом см. подробнее | Сара Хектор Швеция         | Федерика Бриньоне Италия    | Лара Гут-Бехрами Швейцария |
| Слалом см. подробнее            | Петра Вльгова Словакия     | Катарина Линсбергер Австрия | Венди Хольденер Швейцария  |
| Комбинация см. подробнее        | Мишель Гизин Швейцария     | Венди Хольденер Швейцария   | Федерика Бриньоне Италия   |

#### Командные соревнования
Курсивом выделены горнолыжники, ни разу не выходившие на старт
| Дисциплина                           | Золото | Серебро                                                                              | Бронза |
| Командные соревнования см. подробнее | Австрия · Катарина Труппе · Штефан Бреннштайнер · Катарина Линсбергер · Йоханнес Штрольц · Катарина Хубер · Михаэль Матт | Германия · Лена Дюрр · Юлиан Раухфус · Эмма Айхер · Александер Шмид · Линус Штрассер | Норвегия · Мария Тереза Твиберг · Фабиан Уилкенс Сольхейм · Теа Луиза Стьернесунн · Тимон Хёуган · Мина Фюрст Хольтманн · Расмус Виндингстад |

### Общий зачёт
(Жирным выделено самое большое количество медалей в своей категории)
| Общее количество медалей |           |        |         |        |       |
| Место                    | Страна    | Золото | Серебро | Бронза | Всего |
| 1                        | Швейцария | 5      | 1       | 3      | 9     |
| 2                        | Австрия   | 3      | 3       | 1      | 7     |
| 3                        | Франция   | 1      | 1       | 1      | 3     |
| 4                        | Швеция    | 1      | 0       | 0      | 1     |
| 5                        | Словакия  | 1      | 0       | 0      | 1     |
| 6                        | Италия    | 0      | 2       | 2      | 4     |
| 7                        | Норвегия  | 0      | 1       | 3      | 4     |
| 8                        | США       | 0      | 1       | 0      | 1     |
| 8                        | Словения  | 0      | 1       | 0      | 1     |
| 8                        | Германия  | 0      | 1       | 0      | 1     |
| 11                       | Канада    | 0      | 0       | 1      | 1     |
| Всего                    | Всего     | 11     | 11      | 11     | 33    |

## Расписание
Расписание соревнований
Время местное (UTC+9)
| Дата                    | Время       | Соревнование                |
| ----------------------- | ----------- | --------------------------- |
| Понедельник, 7 февраля  | 12:00       | Скоростной спуск (мужчины)  |
| Понедельник, 7 февраля  | 09:30 14:30 | Гигантский слалом (женщины) |
| Вторник, 8 февраля      | 11:00       | Супергигант (мужчины)       |
| Среда, 9 февраля        | 10:15 13:45 | Слалом (женщины)            |
| Четверг, 10 февраля     | 10:30 14:15 | Комбинация (мужчины)        |
| Пятница, 11 февраля     | 11:00       | Супергигант (женщины)       |
| Воскресенье, 13 февраля | 10:15 13:45 | Гигантский слалом (мужчины) |
| Вторник, 15 февраля     | 11:00       | Скоростной спуск (женщины)  |
| Среда, 16 февраля       | 10:15 13:45 | Слалом (мужчины)            |
| Четверг, 17 февраля     | 10:30 14:00 | Комбинация (женщины)        |
| Воскресенье, 20 февраля | 11:00       | Командные соревнования      |